# Yanagi Sōetsu
Yanagi Sōetsu (柳宗悦 (Liễu Tông Duyệt) Yanagi Sōetsu) (21 tháng 1889 - 3 tháng 5 năm 1961), còn được biết đến với tên Yanagi Muneyoshi do cách chuyển âm chữ Hán, là triết gia người Nhật nổi bật trong nửa đầu của thế kỷ 20, đặt ra khái niệm mingei không chỉ được dùng rộng rãi ở Nhật Bản mà còn cả trong ngành nghệ thuật thế giới. Tạm dịch là mỹ nghệ, mingei là chữ viết tắt của minshuteki kogei tức là loại hình nghệ thuật đại chúng, do quần chúng mà thường là những nghệ nhân vô danh tạo ra, hướng đến các giá trị dân gian. Yanagi cũng là người sáng lập bảo tàng thủ công mỹ nghệ nổi tiếng của Nhật Bản, ảnh hưởng lên các trào lưu mỹ nghệ ở Hàn Quốc và Đài Loan. Khái niệm mingei được phát triển tiếp tục theo nhiều chiều hướng khác nhau qua các thời kỳ, và còn là một phong trào dân tộc trong văn hóa góp phần tạo ra bản sắc dân tộc Nhật Bản.

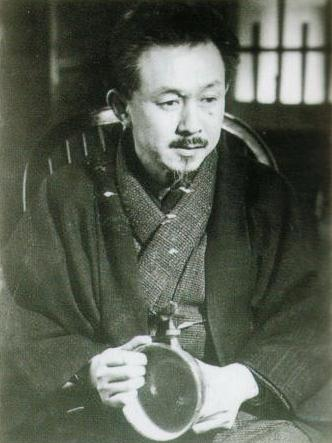
Yanagi Soetsu

Sau công trình tiếng Anh được giới thiệu trong nửa sau của thế kỷ 20, khái niệm mingei của Soetsu Yanagi mau chóng được giới chuyên gia nghệ thuật thế giới tiếp nhận và ứng dụng vào các nghiên cứu nghệ thuật dân gian đương đại, và coi đó là giá trị mỹ thuật cũng như quan điểm trong các trào lưu nghệ thuật đại chúng ở phương Tây. Yanagi đã đưa ra 12 định nghĩa về cái đẹp mà các nhà nghiên cứu mỹ nghệ, nhất là mỹ nghệ Nhật Bản, không thể nào không nhắc đến. Ví dụ, đẹp nhờ chất liệu tự nhiên, đẹp vì truyền thống, đẹp nhờ đơn giản, đẹp vì hữu dụng, hay đẹp qua đa dạng và đẹp vì không mắc tiền v.v.

## Trang ngoài
Bảo tàng mỹ nghệ Nhật Bản Lưu trữ ngày 12 tháng 11 năm 2006 tại Wayback Machine
Bảo tàng mỹ nghệ quốc tế